# Ichi, la femme samouraï
Pour plus de détails, voir Fiche technique et Distribution.
Ichi, la femme samouraï (Ichi) est un film japonais réalisé par Fumihiko Sori sorti en 2008.

## Fiche technique
- Titre original : Ichi
- Titre français : Ichi, la femme samouraï[1]
- Réalisation : Fumihiko Sori
- Scénario : Taeko Asano (ja)
- Photographie : Keiji Hashimoto
- Montage : Mototaka Kusakabe
- Musique : Lisa Gerrard
- Producteurs : Kōji Yoshida, Nobuhiro Azuma, Nobuyuki Toya, Yasushi Umemura
- Société de production : Shōchiku
- Sociétés de distribution : Warner Bros. Japan, Funimation et ICHI Film Partners[1]
- Pays d'origine :  Japon
- Langue originale : japonais
- Format : couleur - 1,85:1 - 35 mm - Dolby Digital
- Genre : film d'action - chanbara
- Durée : 120 minutes
- Dates de sortie : 
  - Japon : 25 octobre 2008
  - France : 8 juin 2011 (directement en vidéo)[2]

## Distribution
- Haruka Ayase : Ichi
- Shidō Nakamura : Banki
- Yōsuke Kubozuka : Toraji Shirakawa
- Takao Ōsawa : Toma Shirakawa
- Tetta Sugimoto (en) : Zatoichi
- Megumi Yokoyama (en) : la mère de Toma
- Eriko Watanabe (en) : Ohama
- Akira Emoto : Chobei Shirakawa

## Récompenses
Sauf indication contraire, les informations mentionnées dans cette section peuvent être confirmées par la base de données cinématographiques IMDb,  présente dans la section « Liens externes ».
- 2008 : prix de la meilleure actrice pour Haruka Ayase aux Nikkan Sports Film Awards